# 普林西比機場
普林西比機場（葡萄牙語：Aeroporto de Príncipe）是一座位於聖多美普林西比內普林西比島的機場，該機場距離市中心約3公里。 其為普林西比島上唯一的機場，亦是該國三座機場其中之一。

## 航空公司與目的地
| 航空公司       | 目的地   |
| -------------- | -------- |
| STP航空（N/A） | 聖多美島 |